# Ben Bassaw
Benjamin Bassaw dit Ben Bassaw (né le 9 juillet 1989 à Angoulême) est un athlète français, spécialiste du sprint.

## Biographie
En 2010, Ben Bassaw devient champion de France espoirs du 100 mètres, à Niort, et porte son record personnel sur la distance à 10 s 58. Il participe dès l'année suivante aux Championnats d'Europe espoirs d'Ostrava où il s'incline dès les demi-finales du 100 et du 200 m.
Auteur de 10 s 31 sur 100 m, début juin 2012 à Poitiers, il termine deuxième du 200 m des championnats de France d'Angers, derrière Christophe Lemaitre, dans le temps de 20 s 58 (+0,5 m/s), nouveau record personnel. Sélectionné en équipe de France lors des Championnats d'Europe d'Helsinki, Ben Bassaw est éliminé en demi-finales du 200 m et ne participe pas au relais 4 × 100 m. Lors du meeting Herculis, en absence de Lemaitre et de Vicaut, il contribue comme premier relayeur à la 4e place de l'équipe de France en 38 s 78, composée également de Ronald Pognon, Pierre-Alexis Pessonneaux et Emmanuel Biron.
En mai 2014, Ben Bassaw remporte la médaille de bronze du relais 4 × 200 mètres lors des premiers relais mondiaux de l'IAAF, à Nassau aux Bahamas, en compagnie de Christophe Lemaitre, Yannick Fonsat et Ken Romain. L'équipe de France, qui est devancé par la Jamaïque et Saint-Christophe-et-Niévès, établit un nouveau record d'Europe en 1 min 20 s 66.
Il améliore son record sur 200 m, le 23 juillet 2014, lors du meeting de la Roche-Sur-Yon. Il réalise 20 s 43, performance qui lui permet de réaliser les minima pour les championnats d’Europe de Zurich.
Le 5 juillet 2017, il obtient un nouveau record personnel en 20 s 40, de nouveau à la Roche-sur-Yon, au meeting national de l'ACLR.

## Palmarès

### International
| Date | Compétition                       | Lieu      | Résultat | Épreuve   | Temps         |
| ---- | --------------------------------- | --------- | -------- | --------- | ------------- |
| 2014 | Relais mondiaux de l'IAAF         | Nassau    | 3e       | 4 × 200 m | 1 min 20 s 66 |
| 2014 | Championnats d'Europe             | Zurich    | 3e       | 4 × 100 m | 38 s 47       |
| 2015 | Relais mondiaux de l'IAAF         | Nassau    | 2e       | 4 × 200 m | 1 min 21 s 49 |
| 2017 | Championnats d'Europe par équipes | Lille     | 3e       | 4 x 100 m | 38 s 68       |
| 2018 | Jeux méditerranéens               | Tarragone |          | 200 m     |               |

### National
| Date | Compétition            | Lieu   | Épreuve | Place | Temps   |
| ---- | ---------------------- | ------ | ------- | ----- | ------- |
| 2012 | Championnats de France | Angers | 200 m   | 2e    | 20 s 58 |

## Records
| Épreuve | Performance | Lieu             | Date              |
| ------- | ----------- | ---------------- | ----------------- |
| 100 m   | 10 s 31     | Poitiers         | 8 juin 2012       |
| 150 m   | 15 s 40     | Poitiers         | 13 septembre 2014 |
| 200 m   | 20 s 40     | La Roche-sur-Yon | 5 juillet 2017    |

## Filmographie
- 2014 : Fastlife de Thomas N'Gijol : lui-même